# 迪蒙
迪蒙（法語：Dixmont，法語發音：[dimɔ̃]）是法国勃艮第-弗朗什-孔泰大区约讷省的一个市镇，属于桑斯区。

## 地理
迪蒙（48°4'58"N, 3°24'50"E）面积42.18 平方千米，位于法国勃艮第-弗朗什-孔泰大區约讷省，该省份为法国中北部内陆省份，西接卢瓦雷省，西北接塞纳-马恩省，南至涅夫勒省，东临科多尔省，东北与奥布省接壤。
与迪蒙接壤的市镇（或旧市镇、城区）包括：沃莫尔、茹瓦尼、阿尔莫、莱博尔德、奥特地区比西、瑟里谢、维勒谢蒂沃、约讷河畔新城、维勒瓦利耶。

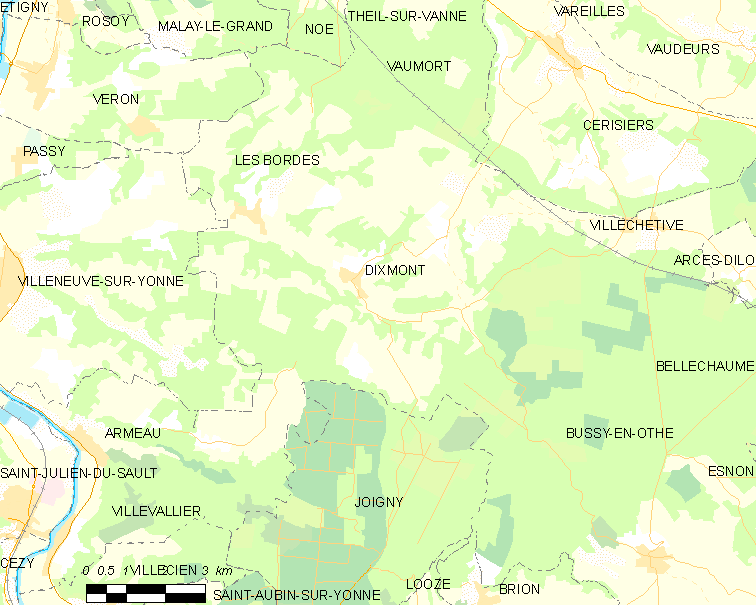
迪蒙的OSM定位图

迪蒙的时区为UTC+01:00、UTC+02:00（夏令时）。

## 行政
迪蒙的邮政编码为89500，INSEE市镇编码为89142。

## 政治
迪蒙所属的省级选区为约讷河畔新城县。

## 人口

1962-2008年间迪蒙人口变化图示

迪蒙于2022年1月1日时的人口数量为898人。